# Haplopogon utahensis
Haplopogon utahensis là một loài ruồi trong họ Asilidae. Haplopogon utahensis được Wilcox miêu tả năm 1966. Loài này phân bố ở vùng Tân Bắc giới.